# Maralakunte, Bangalore North
Maralakunte là một làng thuộc tehsil Bangalore North, huyện Bangalore Urban, bang Karnataka, Ấn Độ.